# Henotesia perdita
Henotesia perdita är en fjärilsart som beskrevs av Butler 1878. Henotesia perdita ingår i släktet Henotesia och familjen praktfjärilar. Inga underarter finns listade i Catalogue of Life.